# Gare de Mont-Joli
La gare de Mont-Joli est située sur l'avenue de la Gare dans la ville de Mont-Joli, Québec. La gare est munie d'accès pour les handicapés. La gare de Mont-Joli est desservie par deux lignes de Via Rail Canada en provenance de Montréal et de Gaspé. Elle fut reconnu comme gare patrimoniale le 4 janvier 1993.

## Trains de convoi
- CFMG Chemin de fer de la Matapédia et du Golfe Inc.

|  |